# أندي موريل
أندي موريل (بالإنجليزية: Andy Morrell) هو لاعب كرة قدم ومدرب كرة قدم بريطاني في مركز الهجوم، ولد في 28 سبتمبر 1974 في دونكاستر في المملكة المتحدة. لعب مع كوفنتري سيتي ونادي بلاكبول ونادي بوري ونادي تاموورث ونادي ريكسهام.

## وصلات خارجية
- أندي موريل على موقع قاعدة بيانات كرة القدم.إي يو (الإنجليزية)
- أندي موريل على موقع Soccerbase.com (لاعب) (الإنجليزية)
- أندي موريل على موقع Soccerway.com (الإنجليزية)